# PBS Kids
 (octobre 2019).
Si vous disposez d'ouvrages ou d'articles de référence ou si vous connaissez des sites web de qualité traitant du thème abordé ici, merci de compléter l'article en donnant les références utiles à sa vérifiabilité et en les liant à la section « Notes et références ».
PBS Kids est une chaîne de télévision dirigée par la société américaine Public Broadcasting Service, spécialisée dans la diffusion de séries d'animation. La chaîne est lancée le 11 juillet 1994 après le rachat des studios d'animation American Public Television en 1993.
La chaîne diffuse de nombreuses séries d'animation variant de l'action à la comédie. Les séries originales produites par la chaîne ont débuté en 1994-2011 avec WordGirl, Dragon Tales, Cybermatt, WordWorld, Maya et Miguel, Super Tom et les Motamots, Zoboomafoo, It's a Big Big World (en) et Piggly et ses amis. Elle diffuse en 2018 Let's Go Luna! et Pinkalicious & Peterrific, et en 2019 Molly of Denali. et en 2022 Rosie's Rules.